# Tommaso Traetta
Tommaso Traetta, (Michele Francesco Saverio) (30. března 1727 Bitonto – 6. dubna 1779 Benátky) byl italský hudební skladatel, představitel neapolské operní školy.

## Život
Traetta se narodil v městečku Bitonto nedaleko Bari. Byl žákem skladatele, zpěváka a hudebního pedagoga Nicola Porpory v Neapoli. První úspěch v neapolském divadle San Carlo získal operou „Il Farnace“ roku 1751.
V této době byl, jak se zdá, v těsném kontaktu s Jommellim. Od něho patrně Traetta získával pravidelné zakázky z celé země. Rozhodujícím mezníkem ve skladatelově kariéře se však stalo teprve přijetí postavení dvorního skladatele v Parmě v roce 1758.
V parmském vévodství se střetávaly vlivy francouzské, španělské i rakouské a v tomto mezinárodním prostředí vzniklo i příznivé klima pro rozvoj hudby vůbec a operní tvorby zvláště. Positivně byly přijímány nové podněty, které přicházely s hudbou Jeana Philippe Rameaua i Christopha Willibalda Glucka.
Tento nový impuls Traettově tvorbě je patrný např. již v opeře „Ippolito ed Aricia“ komponované krátce po příchodu do Parmy a uvedené v r. 1759. Zpracovává stejné téma jako Rameauova lyrická tragédie z roku 1733 „Hippolyte et Aricie“, ale činí jej bližším vkusu italského publika.
V následující dekádě zkomponoval Traetta na objednávku parmského dvora řadu oper jak komických, tak vážných ve stylu opera seria, vedle velkého množství hudby k oficiálním a slavnostním příležitostem. Jeho opery byly hrány v řadě evropských měst. Velkého úspěchu dosáhl roku 1763 ve Vídni operou „Ifigenia in Taurida“, která byla věnována Gluckově opeře „Orfeo ed Euridice“.
V roce 1765 se stal ředitelem prestižní konzervatoře Conservatorio del l'Ospedaletto v Benátkách a z té doby pochází značná část jeho chrámové tvorby.
V roce 1768 přijal nabídku carevny Kateřiny II. Veliké a stal se hudebním ředitelem opery v Petrohradě. Zde byla také poprvé provedena jeho největší opera „Antigona“ (1772).
Po krátkém pobytu v Londýně se roku 1777 usídlil v Benátkách, kde žil až do své smrti v roce 1779.

## Operní dílo
1. Il Farnace (1751 Neapol)
2. Ifigenia in Aulide (1753 Neapol)
3. I pastori felici (1753 Neapol)
4. Le nozze contrastate (1753 Neapol)
5. La Rosmonda (1755 Neapol)
6. L'incredulo (1755 Neapol)
7. I disturbi (1756 Neapol)
8. Buovo d'Antona (1756 Florencie)
9. La fante furba (1756 Neapol)
10. Ezio (1757 Řím)
11. La Nitteti (1757 Reggio Emilia)
12. La Didone abbandonata (1757 Benátky)
13. La virtuosa ritornata da Londra (1757 Parma)
14. Olimpiade (1758 Verona)
15. Demofoonte (1758 Verona)
16. Solimano (1759 Parma)
17. Ippolito ed Aricia (1759 Parma)
18. Enea nel Lazio (1760 Turín)
19. I Tintaridi, o Castore e Polluce (1760 Parma)
20. Stordilano, principe di Granata (1760 Parma)
21. Le feste d'Imeneo (1760 Parma)
22. Armida (1761 Vídeň)
23. Enea e Lavinia (1761 Parma)
24. Zenobia (1761 Lucca)
25. Alessandro nelle Indie (1762 Reggio Emilia)
26. La francesca a Malghera (1762 Parma)
27. Sofonisba (1762 Mannheim)
28. Ifigenia in Tauride (1763 Vídeň)
29. L'Issipile (1763 Neapol)
30. Antigono (1764 Padova)
31. La buona figluola maritata (1764 Parma)
32. Semiramide (1765 Benátky)
33. Zophilette (1765 Paříž)
34. Le serve rivali (1766 Benátky)
35. Siroe re di Persia (1767 Mnichov)
36. Armida (1767 Benátky)
37. Amore in trappola (1768 Benátky)
38. L'isola disabitata (1768 Bologna)
39. Il tributo campestra (1768 Mantova)
40. Fetonte (1768 Vídeň)
41. Olimpiade (1768 Cremona)
42. Olimpiade (1769 Londýn)
43. Astrea placata (1770 Petrohrad)
44. Antigone (1772 Petrohrad)
45. Amore e Psiche (1773 Petrohrad)
46. Lucio Vero (1774 Petrohrad)
47. Antigono (1775 Londýn)
48. Le quattro stagioni e i dodici mesi dell'anno (1776 Petrohrad)
49. Germondo (1776 Londýn)
50. La Merope (1776 Milán)
51. Telemacco (1777 Londýn)
52. Il cavaliero errante (1778 Benátky)
53. La disfatta di Dario (1778 Benátky)
54. Gli eroi dei Campi Elisi (1779 Benátky)